# 로열 크리스마스
《로열 크리스마스》(영어: A Christmas Prince)는 2017년 공개된 미국의 크리스마스 로맨틱 코미디 영화로, 앨릭스 잼이 감독을 맡았다.
속편 《로열 크리스마스: 세기의 결혼》(2018)으로 이어진다.

## 줄거리
크리스마스 직전 미국인 기자 앰버는 바람둥이 왕자의 특종을 건지려고 왕실 가정 교사 행세를 하다가 사랑에 빠진다.

## 출연
- 로즈 매카이버
- 벤 램
- 톰 나이트
- 세라 더글러스
- 대니얼 파더스
- 앨리스 크리거
- 태히라 셔리프
- 오너 니프시

## 기타 제작진
- 공동 제작: 네이선 앳킨스

## 같이 보기
- 크리스마스 영화 목록